# Simmering-Graz-Pauker
Simmering-Graz-Pauker AG (SGP) – dawne austriackie przedsiębiorstwo zajmujące się m.in. produkcją taboru kolejowego oraz silników. Spółka działała w latach 1941–1989, a jej siedziba mieściła się w Wiedniu.

## Historia
Początki przedsiębiorstwa sięgają 1831 roku, gdy Heinrich Daniel Schmid otworzył w Wiedniu, w dzielnicy Leopoldstadt zakład produkujący wagi. W późniejszych latach produkcja została rozszerzona na silniki parowe oraz maszyny dla cukrowni. W 1846 roku fabryka rozpoczęła produkcję wagonów kolejowych, które wkrótce stały się głównym produktem przedsiębiorstwa. W 1852 roku otworzona została nowa fabryka w dzielnicy Simmering. Spółka, znana wówczas jako Simmeringer Maschinen- und Waggonbaufabrik AG, przejęła w 1934 roku przedsiębiorstwo Grazer Waggon- und Maschinenfabriks-AG, a w 1941 roku Paukerwerke, tworząc konglomerat Simmering-Graz-Pauker AG.
W wyniku II wojny światowej większość fabryk należących do koncernu uległa zniszczeniu, jednak już w 1945 rozpoczęto ich odbudowę, a rok później spółkę znacjonalizowano. W 1970 roku przedsiębiorstwo stało się częścią grupy Österreichische Industrieholding AG (ÖIAG). W 1989 roku w wyniku restrukturyzacji przedsiębiorstwo podzielono na dwie niezależne spółki – SGP-VA Energie- und Umwelttechnik zajmujące się elektroenergetyką i inżynierią środowiska oraz SGP Verkehrstechnik GmbH (od 1996 roku Siemens SGP Verkehrstechnik GmbH), zajmujące się produkcją taboru kolejowego.